# Hylopezus dives
A Hylopezus dives  a madarak osztályának verébalakúak (Passeriformes) rendjébe és a hangyászpittafélék (Grallariidae) családjába családjába tartozó  faj.

## Rendszerezése
A fajt Osbert Salvin angol ornitológus írta le 1865-ben, a Grallaria nembe Grallaria dives néven.

## Alfajai
- Hylopezus dives barbacoae Chapman, 1914
- Hylopezus dives dives (Salvin, 1865)
- Hylopezus dives flammulatus Griscom, 1928[2]

## Előfordulása
Costa Rica, Honduras, Nicaragua, Panama, Ecuador és Kolumbia területen honos. Természetes élőhelyei a szubtrópusi és trópusi síkvidéki esőerdők és cserjések, folyók és patakok környékén, valamint másodlagos erdők. Állandó nem vonuló faj.

## Megjelenése
Testhossza 14 centiméter.

## Természetvédelmi helyzete
Az elterjedési területe nagyon nagy, egyedszáma még nagy és ugyan csökken, de még nem éri el a kritikus szintet. A Természetvédelmi Világszövetség Vörös listáján nem fenyegetett fajként szerepel.